# Dirk Römer
Dirk Römer (* 25. November 1963) ist ein ehemaliger deutscher Fußballspieler.
Römer spielte von 1982 bis 1989 bei Union Solingen in der 2. Bundesliga. Dort wurde er als Abwehrspieler eingesetzt. 1989 wechselte er zu Preußen Münster, wo er bis 1991 unter Vertrag stand. Nach zwei Jahren und 66 bestrittenen Spielen wechselte er dann zum SC Fortuna Köln. Dort bestritt er in zwei Jahren 38 Spiele als Mittelfeldspieler, in denen er ein Tor schoss.
Insgesamt bestritt Römer 339 Spiele in der 2. Bundesliga und schoss dabei 22 Tore.
1993 beendete er seine aktive Karriere.
Römers Sohn Niklas wurde deutscher Nationalspieler im American Football.